# Gregor Simonis
Gregor Simonis (OCist)  (* um ? in Zell (Mosel); † 13. Februar 1581 in Maring-Noviand) war ein deutscher römisch-katholischer Priester und  Abt des Klosters Himmerod.

## Leben
Gregor Simonis war von 1551 bis 1571 Pfarrer in den Klosterpfarreien Pommern und Briedel, bevor er am 30. Juli 1571 zum 38. Abt des Klosters Himmerod gewählt wurde. Von Simonis heißt es, dass er sich in vorbildlicher Weise um die Belange der Mönche kümmerte. Wegen seiner Förderung unbemittelter Wissenschaftler, wie etwa des Wittlicher Humanisten Mathias Agricius (1545–1613), der einer Einladung Simonis’ folgend Oblate im Konvent des Klosters wurde, nannte ihn Abt Robert Bootz rund hundert Jahre später einen „Patron der Gelehrten“. 1574 wurde er durch den Generalabt und Abt des Klosters Cîteaux Nicolas I. Boucherat (1515–1586) zum Generalvikar und Visitator der niederrheinischen Ordensprovinz ernannt. Simonis starb während einer Revision des Klosterhofs Siebenborn in Maring-Noviand am 13. Februar 1581.